# Токлас, Алиса Бабетт
Алиса Бабетт Токлас (англ. Alice Babette Toklas; 30 апреля 1877, Сан-Франциско — 7 марта 1967, Париж) — американская писательница, возлюбленная Гертруды Стайн.

## Биография
Из обеспеченной польско-еврейской семьи. Училась музыке. 
В 1907 встретила в Париже Гертруду Стайн, с которой прожила вместе почти сорок лет, включая годы нацистской оккупации.
В их парижском салоне на улице Флёрюс бывали Шервуд Андерсон, Эрнест Хемингуэй, Фрэнсис Скотт Фицджеральд, Торнтон Уайлдер, Пол Боулз, художники Пикассо, Матисс, Брак. 
В 1933 Токлас явилась публике в образе рассказчицы книги Стайн «Автобиография Алисы Б. Токлас».
После смерти подруги Токлас опубликовала «Поваренную книгу Алисы Б. Токлас» (1954), в которой воспоминания о совместной жизни смешивались с кулинарными рецептами. В 1963 она издала книгу мемуаров «То, что запомнилось». В последние годы жизни обратилась в католичество.
Похоронена на кладбище Пер-Лашез, рядом с Гертрудой Стайн.

## Образ в искусстве
Портрет Алисы Токлас написала Дора Маар (1952), её не раз фотографировал Карл ван Вехтен. Один из наиболее затейливых кулинарных рецептов Алисы организует сюжет фильма «Я люблю вас, Алиса Токлас» (1968, см.: ). Как персонаж она появляется в фильмах «Приключения Пикассо» (1978, «В ожидании луны» (1987, см. ), «Полночь в Париже» (2011).

## Публикации на русском языке
- Поваренная книга жизни. М.: Флюид / FreeFly, 2007
- То, что запомнилось. Отрывок из воспоминаний
- Моя жизнь с Гертрудой Стайн. — СПб. : Алетейя, 2016. — 235, [1] с., [9] л. ил. — ISBN 978-5-906823-81-6.